# كارلوفي فاري
كارلوفي فاري (بالتشيكية: Karlovy Vary)‏ أو كارلسباد (بالألمانية: Karlsbad) تسمى أيضا كارلسباد، هي مدينة تقع في غرب بوهيميا في التشيك، يمر من هذه المدينة نهر ألاور غربي براغ. سميت بهذا نسبة للملك الذي بناها، إذ بنيت هذه المدينة من قبل ملك بوهيميا و الإمبراطورية الرومانية المقدسة كارل الرابع حيث بنى هذه المدينة في سنة 1370، تشتهر هذه المدينة بوجود الحمامات الطبيعية فيها وفي هذه المدينة يتواجد المقر الرئيسي لشركة بوشيروفكا لصناعة المر يبلغ عدد سكان هذه المدينة حتى سنة 2014 ما يعادل 49,864 نسمة.

## توأمة
لكارلوفي فاري اتفاقيات توأمة مع كل من:
- بادن بادن (1998 -)[11]
- كاسينو
- بيرنكاستل-كويز [12]
- أومسك
- Varberg Municipality [الإنجليزية]‏ [13]
- كارلسباد [14]
- إيلات [15]
- كوساتسو [الإنجليزية]‏ [16]
- لوكارنو [17]

## أعلام
- مارتن فليشمان
- فريتز شولتس
- فيليب كنول
- أنتوني جوزيف دريكسل
- مايكل أميرة كينت
- فيكتور أوليغ
- يوهان صموئيل باير
- ميهالي هورفاث
- كارل هاينز برغر
- كارل فرانك